# Niewier
Niewier (ros. Невер) – wieś (sieło) w Rosji, w obwodzie amurskim, w rejonie skoworodińskim. W 2010 liczyła 1598 mieszkańców.